# Lista över Stefan Söderkvists större segrar
Lista över Stefan Söderkvists större segrar som travkusk och/eller travtränare.

## Grupp 1-lopp
| År   | Lopp                      | Häst           | Tränare         |
| ---- | ------------------------- | -------------- | --------------- |
| 1998 | Breeders' Crown, ston     | Fridhems Ambra | Ove Ousbäck     |
| 1999 | Hugo Åbergs Memorial      | Fridhems Ambra | Ove Ousbäck     |
| 2002 | Forus Open                | Fridhems Ambra | Ove Ousbäck     |
| 2006 | Stochampionatet           | Mad Marke      | Mikael Selin    |
| 2009 | Gran Premio Continentale  | Noras Bean     | Ulf Stenströmer |
| 2012 | Gran Premio delle Nazioni | Noras Bean     | Ulf Stenströmer |
| 2016 | E3-final (korta), h/v     | Donatello Sisu | Admir Zukanovic |

## Grupp 2-lopp
| År   | Lopp                        | Häst              | Tränare             |
| ---- | --------------------------- | ----------------- | ------------------- |
| 1999 | Gulddivisionens final, juli | Fridhems Ambra    | Ove Ousbäck         |
| 1999 | Årjängs Stora Sprinterlopp  | Fridhems Ambra    | Ove Ousbäck         |
| 1999 | Gulddivisionens final, okt  | Fridhems Ambra    | Ove Ousbäck         |
| 2000 | Gulddivisionens final, dec  | Fridhems Ambra    | Ove Ousbäck         |
| 2001 | Sto-SM                      | Fridhems Ambra    | Ove Ousbäck         |
| 2001 | Gulddivisionens final, nov  | Fridhems Ambra    | Ove Ousbäck         |
| 2007 | Örebro Intn'l               | Finders Keepers   | Åke Svanstedt       |
| 2007 | Gulddivisionens final, juni | Finders Keepers   | Åke Svanstedt       |
| 2014 | Grote Prijs der Giganten    | Noras Bean        | Ulf Stenströmer     |
| 2015 | Sto-SM                      | Youana            | Catharina Johansson |
| 2019 | Gulddivisionens final, dec  | Stepping Spaceboy | Admir Zukanovic     |

## Övriga
| År   | Lopp                           | Häst               | Tränare           |
| ---- | ------------------------------ | ------------------ | ----------------- |
| 1979 | Aftonbladets Guldtäcke         | Amiretta           | Stefan Söderkvist |
| 1988 | Gunnar Nordins Lopp            | Mistys Daughter L. | Stefan Söderkvist |
| 1997 | Klass I-final, juni            | Åsundens Virvel    | Stefan Söderkvist |
| 1998 | Klass I-final, april           | Finishing Touches  | Kent R. Karlsson  |
| 1999 | Silverdivisionens final, juli  | Lukas Gallant      | Torsten Bloom     |
| 2001 | Klass II-final, sept           | Viking Song        | Stig Nordlund     |
| 2004 | Klass II-final, mars           | Robinson Starlight | Kari Lähdekorpi   |
| 2006 | Klass I-final, april           | Arras              | Lennart Olsson    |
| 2006 | Silverdivisionens final, sept  | Arras              | Lennart Olsson    |
| 2007 | Silverdivisionens final, april | Finders Keepers    | Åke Svanstedt     |
| 2007 | Bronsdivisionens final, dec    | Egola Boy          | Roger Walmann     |
| 2009 | Gunnar Nordins Lopp            | Vanessa du Ling    | Timo Nurmos       |
| 2010 | Klass I-final, juli            | Ewe Palema         | Ulf Stenströmer   |
| 2015 | Klass I-final, juni            | Global Revenge     | Markus Pihlström  |
| 2015 | Bronsdivisionens final, aug    | Ni Talar Bra Latin | Petri Puro        |
| 2016 | Bronsdivisionens final, feb    | Augustus F.        | Helena Burman     |
| 2016 | Johan Jacobssons Minne         | Stepping Spaceboy  | Admir Zukanovic   |